# Saint-Épain
Saint-Épain è un comune francese di 1 571 abitanti situato nel dipartimento dell'Indre e Loira nella regione del Centro-Valle della Loira.

## Società

### Evoluzione demografica
Abitanti censiti